# Nomisia
Nomisia es un género de arañas araneomorfas de la familia Gnaphosidae. Se encuentra en la zona paleártica y afrotropical. 

## Lista de especies
Según The World Spider Catalog 12.0:
- Nomisia aussereri (L. Koch, 1872)
- Nomisia australis Dalmas, 1921
- Nomisia castanea Dalmas, 1921
- Nomisia celerrima (Simon, 1914)
- Nomisia chordivulvata (Strand, 1906)
- Nomisia conigera (Spassky, 1941)
- Nomisia dalmasi Lessert, 1929
- Nomisia excerpta (O. Pickard-Cambridge, 1872)
- Nomisia exornata (C. L. Koch, 1839)
- Nomisia fagei Dalmas, 1921
- Nomisia flavimana Denis, 1937
- Nomisia fortis Dalmas, 1921
- Nomisia frenata (Purcell, 1908)
- Nomisia gomerensis Wunderlich, 2011
- Nomisia graciliembolus Wunderlich, 2011
- Nomisia harpax (O. Pickard-Cambridge, 1874)
- Nomisia kabuliana Roewer, 1961
- Nomisia levyi Chatzaki, 2010
- Nomisia molendinaria (L. Koch, 1866)
- Nomisia monardi Lessert, 1933
- Nomisia montenegrina Giltay, 1932
- Nomisia musiva (Simon, 1889)
- Nomisia negebensis Levy, 1995
- Nomisia notia Dalmas, 1921
- Nomisia orientalis Dalmas, 1921
- Nomisia palaestina (O. Pickard-Cambridge, 1872)
- Nomisia peloponnesiaca Chatzaki, 2010
- Nomisia perpusilla Dalmas, 1921
- Nomisia poecilipes Caporiacco, 1939
- Nomisia punctata (Kulczynski, 1901)
- Nomisia recepta (Pavesi, 1880)
- Nomisia ripariensis (O. Pickard-Cambridge, 1872)
- Nomisia satulla (Simon, 1909)
- Nomisia scioana (Pavesi, 1883)
- Nomisia simplex (Kulczynski, 1901)
- Nomisia tingitana Dalmas, 1921
- Nomisia transvaalica Dalmas, 1921
- Nomisia tubula (Tucker, 1923)
- Nomisia uncinata Jézéquel, 1965
- Nomisia varia (Tucker, 1923)